# Phương pháp giáo dục
Phương pháp giáo dục (hay còn gọi là phương pháp dạy học, phương pháp giảng dạy, giáo dục học, sư phạm) là cách thức sử dụng các nguồn lực trong giáo dục như giáo viên, trường lớp, dụng cụ học tập, các phương tiện vật chất để giáo dục người học.

## Lịch sử hình thành
- Thời kỳ cộng sản nguyên thủy: giáo dục mang tính đơn giản và tự phát (Ví dụ:...)
- Thời kỳ xã hội chiếm hữu nô lệ: truyền đạt bằng kinh nghiệm, bằng lời nói.
- Thời kỳ xã hội phong kiến: giáo dục mang tính giáo điều
- Thời kỳ xã hội tư bản: thông báo, giải thích, minh họa
- Giáo dục hiện đại ngày nay: nêu vấn đề, chương trình hóa, cá biệt hóa, công nghệ hóa...

## Một số phương pháp giáo dục
- Phương pháp giáo dục truyền thống: Giáo viên độc thoại, chủ động truyền đạt kỹ năng còn người học tiếp thu một cách thụ động. Giáo viên làm mẫu còn học viên làm theo.
- Phương pháp giáo dục hiện đại: Giáo viên là người thiết kế tổ chức còn bản thân học viên tự tìm kiếm tri thức, tự hoạt động theo cách riêng độc lập và sáng tạo.
- Phương pháp giáo dục thụ động: Giáo viên truyền đạt kiến thức, độc thoại, phát vấn hay đặt câu hỏi, giáo viên áp đặt kiến thức có sẵn, còn học viên thì học thuộc lòng và nhớ máy móc. Giáo viên độc quyền đánh giá cho điểm.
- Phương pháp giáo dục tích cực: Học viên tự tìm ra kiến thức bằng hành động thao tác... giáo viên đối thoại với học viên, giáo viên hợp tác và trao đổi với học viên và giáo viên khẳng định kiến thức do hoc viên tìm ra. Học sinh học cách học, cách đặt vấn đề và giải quyết vấn đề, cách sống và trưởng thành. Học sinh tự đánh giá và điều chỉnh làm cơ sở cho giáo viên cho điểm cơ động.

Để giáo dục có hiệu quả, người ta còn sử dụng một số phương pháp sau:
- Phương pháp nhận ra sự giống nhau
- Phương pháp tóm tắt và ghi ý chính
- Phương pháp khích lệ học tập và công nhận những cố gắng
- Phương pháp bài tập về nhà và thực hành trên lớp
- Phương pháp thể hiện phi ngôn ngữ
- Phương pháp học phối hợp trong tổ nhóm
- Phương pháp lập mục tiêu và đưa ra thông tin phản hồi
- Phương pháp tạo và kiểm định các giả thuyết
- Phương pháp gợi ý, câu hỏi và khung thông tin cho trước.
- Phương pháp phản xạ

## Giáo dục lấy học sinh làm trọng tâm
Giáo dục lấy học sinh làm trọng tâm (student-centered learning), bao gồm các phương pháp giảng dạy chú trọng vào học sinh, nhằm mục đích phát triển tính tự chủ và độc lập của người học. 